# Етелред Неспремни
Етелред Неспремни или Етелред II (око 968 − 23. април 1016) је био енглески краљ од 978. до 1013. и од 1014. до 1016. године.

## Детињство и младост
Етелред је био син енглеског краља Едгара I Мирољубивог и његове жене Елфриде. Етелредов отац умро је 975. године. Оставио је два млада сина. Наследио га је Едвард Мученик, старији син. Етелред је имао око десет година када је убијен Едвард (978){. Едварда су убиле Етелредове присталице. Етелред није лично осумњичен за учешће јер у току убиства није био присутан. Не постоје писани извори о учешћу Етелредове мајке Елфриде у убиству. Крунисање Етелреда обављено је уз одушевљење енглеског народа. Етелред није могао имати више од тринаест година када је крунисан за краља. Током првих година своје владавине, Етелред је развијао блиске везе са Етелволдом, бискупом Винчестера, који га је подржао приликом преузимања круне Када је Етелволд умро (1. августа 984), Етелред је дубоко жалио због смрти пријатеља.

## Сукоб са Данцима
Напади Данаца на Енглеску почињу 980. године. Нападнути су Хемпшир, Чешир и Танет, а следеће године и Девон и Корнвол. Након шест година, Данци стварају своје упориште у југозападној Енглеској. Ова серија викиншких напада није имала трајнијих утицаја на Енглеску. Једини трајан ефекат јесте успостављање контакта између Енглеске и Нормандије. Помоћ коју су Нормани из Нормандије пружали својим сродницима довела је до тензија између Енглеске и Нормандије у које се умешао чак и папа Јован XV. Папа је издејствовао склапање мира између Нормандије и Енглеске који је потписан у Руану 991. године.
Августа исте године, велика данска флота започела је кампању на југоистоку Енглеске. Заузели су острво Нортеј. Код приобалног града Малдона који лежи на 2 километра западно од Нортеја, стационирана је енглеска војска. Битка која је уследила завршена је поразом енглеске војске.
Енглеска је након пораза код Малдона пристала на плаћање данка Данској. Он је износио 10.000 фунти годишње. Међутим, данска флота наставила је да хара енглеску обалу и у наредне две године. Године 994. Данци су напали и сам Лондон, али нису успели да га освоје. Етелред се састао са данским вођама, пре свега са Олафом Тригвансоном. Закључен је споразум којим су регулисане границе и трговина између две државе. Енглеска је Данској платила још 22.000 килограма злата и сребра у замену за склапање мира. Исте године, Олаф Тригвансон је потврђен као хришћанин на церемонији у Андоверу. Након примања поклона, Олаф је обећао Етелреду да више никада неће доћи у Енглеску као непријатељ. Затим се вратио у Норвешку. Одржао је обећање и до краја живота се није вратио у Енглеску. Међутим, делови данске војске одлучили су да се задрже у Енглеској.
Од 997. године долази до нових напада Данаца. Они 999. године упадају у Кент, али 1000. године напуштају Енглеску и одлазе у Нормандију. Могуће је да су од напада одустали јер је енглески краљ пристао на плаћање данка познатог као Данегелд. Етелред је престанак напада искористио да опорави војску. Године 1001. данска флота, могуће иста она из 1000. године, поново напада Енглеску, овог пута обалу западног Сасекса. Касније је напала и југ Девона, али су Енглези организовали успешну одбрану. Етелред је 1002. године купио примирје за 24.000 фунти.

### Масакр из 1002. године и губитак престола
Почетком 11. века у Скандинавији је дошло до немира када је Олаф Тригвасон подигао устанак против краља Хакона Доброг који је признавао супремацију Данске. Када је Хакон збачен, Олаф је прекинуо подложност Норвешке Данској. Свен, владар Данске, је склопио савез са Швеђанима против Норвешке. Победу у одсудној бици (код Хелсингборга 1000. године). Немире у Скандинавији искористио је Етелред Неспремни да нареди масакр свих Данаца у Енглеској. Масакр је извршен 13. новембра 1002. године на дан Светог Бриција. Вероватно масакр није могао бити спроведен у трећини Енглеске где су Данци били прејаки. Страдала је и сестра Свена Рашљобрадог, Гунхилда. Следеће године Свен је покренуо поход на Енглеску. Већ следеће године запосео је Источну Англију, а следеће године данска војска повлачи се из Енглеске, вероватно због глади и болести.
У периоду између 1007. и 1009. године Енглеска није била нападнута од Данаца. Године 1008. створена је нова флота ратних бродова. Следеће године нови дански напад предводи Торкел Високи. Етелред је 1012. године платио Данцима 48.000 фунти за престанак непријатељстава. Следеће године на челу данске флоте стао је сам Свен. Намеравао је крунисати се енглеским краљем. До краја године Свен осваја читаву Енглеску. Етелред је у изгнанству у Нормандији. Међутим, Свен је преминуо 3. фебруара 1014. године. Данска војска заклела се на верност Свеновом сину Кнуту. Водећи енглески племићи подржали су Етелреда да се врати на престо.

## Последње године и смрт
Етелред је покренуо нападе против Свеновог сина Кнута и његових савезника. Кнутова војска се априла 1014. године повлачи без борбе. Етелред син Едмунд Гвоздени побунио се против оца и учврстио се у Данелагу. Њих двојица су се измирили због нове опасности од Данаца. Етелред и Едмунд заједно су бранили Лондон од Кнутове војске. Етелред је умро 23. априла 1016. године. Рат Кнута и Едмунда је настављен и завршен је убедљивом Кнутовом победом 18. октобра 1016. године у бици код Асандуна. Енглеска је подељена између Кнута и Едмунда. Едмунд је умро 30. новембра 1016. године те је цела Енглеска припала Кнуту.
Етелред је сахрањен у катедрали Светог Павла у Лондону. Гробница и спомених уништени су 1666. године заједно са катедралом у великом пожару.

## Порекло
|  |                            |  |  |  |  |  |  |  |  |  |  |  |  |  |  |  |
|  | 16. Алфред Велики          |  |  |  |  |  |  |  |  |  |  |  |  |  |  |  |
|  |                            |  |  |  |  |  |  |  |  |  |  |  |  |  |  |  |
|  |                            |  |  |  |  |  |  |  |  |  |  |  |  |  |  |  |
|  | 8. Едвард Старији          |  |  |  |  |  |  |  |  |  |  |  |  |  |  |  |
|  |                            |  |  |  |  |  |  |  |  |  |  |  |  |  |  |  |
|  |                            |  |  |  |  |  |  |  |  |  |  |  |  |  |  |  |
|  | 17. Елсвита                |  |  |  |  |  |  |  |  |  |  |  |  |  |  |  |
|  |                            |  |  |  |  |  |  |  |  |  |  |  |  |  |  |  |
|  |                            |  |  |  |  |  |  |  |  |  |  |  |  |  |  |  |
|  | 4. Едмунд I Величанствени  |  |  |  |  |  |  |  |  |  |  |  |  |  |  |  |
|  |                            |  |  |  |  |  |  |  |  |  |  |  |  |  |  |  |
|  |                            |  |  |  |  |  |  |  |  |  |  |  |  |  |  |  |
|  | 18. Сигехелм од Кента      |  |  |  |  |  |  |  |  |  |  |  |  |  |  |  |
|  |                            |  |  |  |  |  |  |  |  |  |  |  |  |  |  |  |
|  |                            |  |  |  |  |  |  |  |  |  |  |  |  |  |  |  |
|  | 9. Едгива од Кента         |  |  |  |  |  |  |  |  |  |  |  |  |  |  |  |
|  |                            |  |  |  |  |  |  |  |  |  |  |  |  |  |  |  |
|  |                            |  |  |  |  |  |  |  |  |  |  |  |  |  |  |  |
|  | 2. Едгар I Мирољубиви      |  |  |  |  |  |  |  |  |  |  |  |  |  |  |  |
|  |                            |  |  |  |  |  |  |  |  |  |  |  |  |  |  |  |
|  |                            |  |  |  |  |  |  |  |  |  |  |  |  |  |  |  |
|  | 5. Елфгифа од Шафтесберија |  |  |  |  |  |  |  |  |  |  |  |  |  |  |  |
|  |                            |  |  |  |  |  |  |  |  |  |  |  |  |  |  |  |
|  |                            |  |  |  |  |  |  |  |  |  |  |  |  |  |  |  |
|  | 1. Етелред Неспремни       |  |  |  |  |  |  |  |  |  |  |  |  |  |  |  |
|  |                            |  |  |  |  |  |  |  |  |  |  |  |  |  |  |  |
|  |                            |  |  |  |  |  |  |  |  |  |  |  |  |  |  |  |
|  | 6. Ордгар од Девона        |  |  |  |  |  |  |  |  |  |  |  |  |  |  |  |
|  |                            |  |  |  |  |  |  |  |  |  |  |  |  |  |  |  |
|  |                            |  |  |  |  |  |  |  |  |  |  |  |  |  |  |  |
|  | 3. Елфрида Енглеска        |  |  |  |  |  |  |  |  |  |  |  |  |  |  |  |
|  |                            |  |  |  |  |  |  |  |  |  |  |  |  |  |  |  |
|  |                            |  |  |  |  |  |  |  |  |  |  |  |  |  |  |  |